# Elefante blanco
Pour plus de détails, voir Fiche technique et Distribution.
Elefante blanco est un film dramatique argentino-hispano-français coproduit, coécrit et réalisé par Pablo Trapero, sorti en 2012.

## Synopsis
Deux prêtres tiers-mondistes (Julián et Nicolás), accompagnés de l'assistante sociale Luciana, luttent contre la corruption dans un bidonville de Buenos Aires. Tous trois tentent de résoudre tant bien que mal les problèmes sociaux du quartier gangrené par les narcotrafiquants et la pauvreté. Leur mission les mènera tant contre leur hiérarchie ecclésiastique et les pouvoirs locaux qu'au narcotrafic et à la force policière et tout cela au péril de leur vie pour défendre leur engagement et leur loyauté envers les voisins du quartier.

## Fiche technique
- Titre original : Elefante blanco
- Réalisation : Pablo Trapero
- Scénario : Pablo Trapero, Alejandro Fadel, Martín Mauregui et Santiago Mitre
- Direction artistique :
- Décors :
- Costumes : Marisa Urruti
- Photographie : Guillermo Nieto
- Son :
- Montage : Andrés P. Estrada, Nacho Ruiz Capillas, Pablo Trapero
- Musique :
- Production : Alejandro Cacetta, Juan Pablo Galli, Morena Films, Pablo Trapero et Juan Vera
- Sociétés de production : Matanza Cine, Morena Films et Patagonik Film Group
- Société de distribution :  Buena Vista International
- Budget :
- Pays d’origine :  Argentine/ Espagne/ France
- Langue : espagnol
- Format : couleur - 35mm - 1.85:1 - Son Dolby numérique
- Genre : drame
- Durée :
- Dates de sortie :
  -  France : mai 2012 (Un certain regard)
  -  France : 20 février 2013
  -  Argentine : 17 mai 2012

## Distribution
- Ricardo Darín : Julián, padre du bidonville « Elefante Blanco »
- Jérémie Renier : Nicolás, padre belge, ami de Julián
- Martina Gusman (V. F. : Barbara Beretta) : Luciana, l'assistante sociale
- Miguel H. Arancibia : Capataz
- Federico Barga : « Monito », l'adolescent
- Walter Jakob : Cruz, le collaborateur perturbé de Julián
- Pablo Gatti : Sandoval, un chef de bande
- Susana Varela : Carmelita, la chef de bande rivale de Sandoval

## Distinctions

### Récompenses
- Festival de cinéma de la ville de Québec 2012 : meilleur film

### Nominations
- Festival de Cannes 2013 : sélection « Un certain regard »
- Festival du film de Sydney 2013 : sélection « Features »